# فهد الفهيد
فهد الفهيد (- 14 أغسطس 2018) مذيع وإعلامي سعودي.

## عن حياته
حصل على درجة الماجستير في تخصص التسويق من جامعة برونيل في لندن، وعمل مدرباً لبرامج تطوير الذات والتسويق، إضافة إلى عمله الإذاعي، وتقديم البرامج في قناة المجد الفضائية، التي أصبح لاحقاً مديراً لبرامجها، كما عمل في إذاعة الرياض، والقناة السعودية الأولى، وصحيفة الرياض.

## وفاته
توفي في يوم 14 أغسطس 2018 بعد تعرضه لحادث مروري في بريطانيا قبل عدة أيام من التاريخ المذكور.